# Ruginoasa, Buzău
Ruginoasa este un sat în comuna Brăești din județul Buzău, Muntenia, România. Se află în zona de munte a județului. Satul Ruginoasa, este unul dintre cele mai vechi din zonă. Nu se cunoaște exact data atestării sale documentare, dar, prima mențiune o găsim  pe un "înscris datat 1836, Octombrie 10, privind luarea în chezășie pe "frate-miu Vasile la închisoare pentru urmările sale. Eu Ion sin popa Moise ot Ruginoasa". Localitatea de mici dimensiuni, se întinde de-a lungul pârâului Pârscovel.